# A Kangaroo-sziget kétéltű- és hüllőfajainak listája
A Kangaroo-sziget kétéltű és hüllőfajai
tengeri teknősök:
- álcserepesteknős (Caretta caretta)
- közönséges levesteknős (Chelonia mydas)
- kérgesteknős  (Dermochelys coriacea)

agámaformák (Agaminae)
- Ctenophorus decresii
- keleti szakállas agáma (Pogona barbatus)

gekkóalakúak (Gekkota)
- Phyllodactullus marmoratus
- Underwoodisaurus milli

lábatlan gekkófélék (Pygopodidae):
- Aprasia striolata

szkinkek (Scincidae):
- Egernia multiscutata
- White szkinkje (Egernia whitei)
- Hemiergis decresiensis
- Lampropholis guichenoti
- Lerista bougainvilli
- ausztrál kéknyelvű szkink

varánuszfélék (Varanidae)
- Rosenberg-varánusz (Varanus rosenbergii)

kígyók (Serpentes):
- síkvidéki bronzkígyó (Austrelaps superbus)
- fekete tigriskígyó Notechis ater niger

békák (Anura):
- Litoria wingi
- Limnodynastes dumerilii
- tasmániai mocsárjáró béka (Limnodynastes tasmaniensis)
- tarka ásólábú béka (Neobatrachus pictus)
- Bibron álvarangya (Pseudophryne bibroni)
- Ranidella signifera